# Chefs militaires des guerres de Religion
Ce tableau donne la liste des principaux chefs militaires français des guerres de Religion (1562-1598). 
Les personnalités sont classées par religion, puis par maison et rang nobiliaire. Le tableau indique pour chacune d'entre elles le numéro des guerres auxquelles elles ont participé.

Légende des couleurs : 
- Armée royale
- Armée rebelle : protestants, malcontents et ligueurs

## Principaux chefs catholiques
| Prénom, nom de famille ou de titre     | Grade le plus important obtenu          | Guerres d'Italie | 1re guerre      | 2e guerre       | 3e guerre       | 4e guerre       | 5e guerre       | 6e guerre       | 7e guerre       | 8e guerre 1585-1588 | 8e guerre 1589-1598 | Commentaires                                                           |
| Princes de sang                        | Princes de sang                         | Princes de sang  | Princes de sang | Princes de sang | Princes de sang | Princes de sang | Princes de sang | Princes de sang | Princes de sang | Princes de sang     | Princes de sang     | Princes de sang                                                        |
| -------------------------------------- | --------------------------------------- | ---------------- | --------------- | --------------- | --------------- | --------------- | --------------- | --------------- | --------------- | ------------------- | ------------------- | ---------------------------------------------------------------------- |
| Henri d'Anjou puis Henri III de France | lieutenant général du royaume, puis roi |                  |                 | ♦               | ♦               | ♦               | ⚜               | ⚜               | ⚜               | ⚜                   |                     | assassiné par Jacques Clément au siège de Paris en 1589                |
| François d'Anjou                       |                                         |                  |                 |                 |                 | ♦               | ♦               | ♦               |                 |                     |                     |                                                                        |
| Antoine de Bourbon                     | lieutenant général du royaume           | ♦                | ♦               |                 |                 |                 |                 |                 |                 |                     |                     | mort au siège de Rouen en 1562                                         |
| Louis de Montpensier                   |                                         | ♦                | ♦               | ♦               | ♦               | ♦               | ♦               | ♦               | ♦               |                     |                     |                                                                        |
| Léonor de Longueville                  |                                         | ♦                | ♦               | ♦               | ♦               | ♦               |                 |                 |                 |                     |                     |                                                                        |
| Princes de maison étrangère            |                                         |                  |                 |                 |                 |                 |                 |                 |                 |                     |                     |                                                                        |
| Jacques de Savoie-Nemours              |                                         | ♦                | ♦               | ♦               | ♦               | ♦               | ♦               |                 |                 |                     |                     |                                                                        |
| François de Guise                      | lieutenant général du royaume           | ♦                | ♦               |                 |                 |                 |                 |                 |                 |                     |                     | assassiné par le protestant Poltrot de Méré au siège d'Orléans en 1563 |
| Henri de Guise                         | lieutenant général du royaume           |                  |                 | ♦               | ♦               | ♦               | ♦               | ♦               | ♦               | ♦                   |                     | assassiné sur l'ordre du roi Henri III en 1588                         |
| Charles de Mayenne                     |                                         |                  |                 |                 |                 | ♦               | ♦               | ♦               | ♦               | ♦                   | ♦                   |                                                                        |
| Claude d'Aumale                        |                                         | ♦                | ♦               | ♦               | ♦               | ♦               |                 |                 |                 |                     |                     | mort de ses blessures reçues au siège de La Rochelle en 1573           |
| Philippe-Emmanuel de Mercœur           |                                         |                  |                 |                 |                 |                 | ♦               | ♦               | ♦               | ♦                   | ♦                   |                                                                        |
| Louis de Gonzague-Nevers               | lieutenant général d'armée              | ♦                | ♦               | ♦               | ♦               | ♦               | ♦               | ♦               | ♦               | ♦                   | ♦                   |                                                                        |
| Nobles de France                       |                                         |                  |                 |                 |                 |                 |                 |                 |                 |                     |                     |                                                                        |
| Anne de Montmorency                    | connétable de France                    | ♦                | ♦               | ♦               |                 |                 |                 |                 |                 |                     |                     | mort de ses blessures reçues à la bataille de Saint-Denis en 1567      |
| François de Montmorency                | maréchal de France                      | ♦                | ♦               | ♦               | ♦               | ♦               |                 |                 |                 |                     |                     |                                                                        |
| Henri de Montmorency-Damville          | connétable de France                    | ♦                | ♦               | ♦               | ♦               | ♦               | ♦               | ♦               | ♦               | ♦                   | ♦                   |                                                                        |
| Guillaume de Thoré                     | colonel général de la cavalerie légère  | ?                | ♦               | ♦               | ♦               | ♦               | ♦               | ?               | ?               | ?                   | ♦                   |                                                                        |
| Charles de Brissac                     | maréchal de France                      | ♦                | ♦               |                 |                 |                 |                 |                 |                 |                     |                     |                                                                        |
| Artus de Cossé-Gonnor                  | maréchal de France                      | ♦                | ♦               | ♦               | ♦               | ♦               |                 |                 |                 |                     |                     |                                                                        |
| Sébastien de Martigues                 | colonel général de l’infanterie         | ♦                | ♦               | ♦               | ♦               |                 |                 |                 |                 |                     |                     | tué d'un coup d'arquebuse au siège de Saint-Jean d'Angély en 1569      |
| Anne de Joyeuse                        | amiral de France                        |                  |                 |                 |                 |                 |                 | ♦               | ♦               | ♦                   |                     | mort à la bataille de Coutras en 1587                                  |
| Jacques de Matignon                    | maréchal de France                      | ♦                | ♦               | ♦               | ♦               | ♦               | ♦               | ♦               | ♦               | ♦                   | ♦                   |                                                                        |
| Blaise de Monluc                       | maréchal de France                      | ♦                | ♦               | ♦               | ♦               | ♦               | ♦               |                 |                 |                     |                     |                                                                        |
| Louis de Crillon                       | colonel général des gardes françaises   | ♦                | ♦               | ♦               | ♦               | ♦               | ♦               | ♦               | ♦               | ♦                   | ♦                   |                                                                        |

## Principaux chefs protestants
| Prénom, nom de famille ou de titre        | Grade le plus important obtenu        | Guerres d'Italie  | 1re guerre        | 2e guerre         | 3e guerre         | 4e guerre         | 5e guerre         | 6e guerre         | 7e guerre         | 8e guerre 1585-1588 | 8e guerre 1589-1598 | Commentaires                                                               |
| Chefs protestants                         | Chefs protestants                     | Chefs protestants | Chefs protestants | Chefs protestants | Chefs protestants | Chefs protestants | Chefs protestants | Chefs protestants | Chefs protestants | Chefs protestants   | Chefs protestants   | Chefs protestants                                                          |
| ----------------------------------------- | ------------------------------------- | ----------------- | ----------------- | ----------------- | ----------------- | ----------------- | ----------------- | ----------------- | ----------------- | ------------------- | ------------------- | -------------------------------------------------------------------------- |
| Louis de Condé                            |                                       | ♦                 | ♦                 | ♦                 | ♦                 |                   |                   |                   |                   |                     |                     | mort assassiné à la bataille de Jarnac en 1569                             |
| Henri de Condé                            |                                       |                   |                   |                   | ♦                 | ♦                 | ♦                 | ♦                 | ♦                 | ♦                   |                     | assassiné par un page en 1588                                              |
| Gaspard de Coligny                        | amiral de France                      | ♦                 | ♦                 | ♦                 | ♦                 |                   |                   |                   |                   |                     |                     | assassiné à Paris en 1572 (déclenchant le massacre de la Saint-Barthélemy) |
| François d'Andelot                        | colonel-général des Bandes françaises | ♦                 | ♦                 | ♦                 | ♦                 |                   |                   |                   |                   |                     |                     | probablement mort empoisonné en 1569                                       |
| François de Coligny                       |                                       |                   |                   |                   |                   |                   |                   | ♦                 | ?                 | ♦                   | ♦                   |                                                                            |
| Henri de Turenne                          |                                       |                   |                   |                   |                   | ♦                 | ♦                 | ♦                 | ♦                 | ♦                   | ♦                   |                                                                            |
| Claude de La Trémoille                    |                                       |                   |                   |                   |                   |                   |                   |                   |                   | ♦                   | ♦                   |                                                                            |
| René de Rohan                             |                                       |                   |                   |                   | ♦                 | ♦                 | ♦                 | ♦                 | ♦                 | ♦                   |                     |                                                                            |
| Soubise                                   |                                       | ♦                 | ♦                 |                   |                   |                   |                   |                   |                   |                     |                     |                                                                            |
| François de La Noue                       |                                       | ♦                 | ♦                 | ♦                 | ♦                 | ♦                 | ♦                 | ♦                 |                   |                     | ♦                   | mort de ses blessures reçues à Lamballe en 1591                            |
| Gabriel de Montgommery                    |                                       | ♦                 | ♦                 | ♦                 | ♦                 | ♦                 | ♦                 |                   |                   |                     |                     | exécuté à Paris après sa reddition au siège de Domfront en 1574            |
| Paulon de Mauvans                         |                                       | ?                 | ♦                 | ♦                 | ♦                 |                   |                   |                   |                   |                     |                     | mort de ses blessures en 1568                                              |
| Charles de Montbrun                       |                                       | ?                 | ♦                 | ♦                 | ♦                 | ♦                 | ♦                 |                   |                   |                     |                     | exécuté après sa capture en 1575                                           |
| Chefs protestants devenus catholiques     |                                       |                   |                   |                   |                   |                   |                   |                   |                   |                     |                     |                                                                            |
| Henri de Navarre, puis Henri IV de France |                                       |                   |                   |                   | ♦                 | ♦                 | ♦                 | ♦                 | ♦                 | ♦                   | ⚜                   | assassiné par Ravaillac en 1610                                            |
| Jacques de Crussol baron d'Acier          |                                       |                   | ♦                 | ♦                 | ♦                 | ♦                 | ♦                 | ?                 |                   |                     |                     |                                                                            |
| François de Lesdiguières                  | connétable de France                  |                   | ?                 | ♦                 | ♦                 | ♦                 | ♦                 | ♦                 | ♦                 | ♦                   | ♦                   |                                                                            |
| François de Beaumont baron des Adrets     |                                       | ♦                 | ♦                 | ♦                 | ♦                 |                   |                   |                   |                   |                     |                     |                                                                            |

Ces capitaines commandent des troupes moins importantes, et sont actifs surtout dans une région, où ils ont joué un rôle souvent très important et marqué leur province :
- François de Caumont
- Cocqueville
- Capitaines Furmeyer
- Matthieu Merle (Auvergne et Gévaudan)
- Guy de Montferrand (Guyenne)
- marquis de Trans Provence